# Dazzle de Roanoke
Le Dazzle de Roanoke (Roanoke Dazzle en anglais), est une ancienne franchise de la NBA Development League, ligue américaine mineure de basket-ball créée et dirigée par la NBA. L'équipe était basée à Roanoke (Virginie).

## Affiliation
Elle était associée aux Wizards de Washington, 76ers de Philadelphie et aux Nets du New Jersey.
Les Wizards étant la franchise la plus proche géographiquement, le lien entre les deux franchises était un peu plus développé.

## Palmarès
néant

## Joueurs célèbres ou marquants
- Will Bynum